# 辻大地
辻 大地（つじ だいち、1985年5月4日 - ）は、日本の男性声優、俳優、ナレーター。大阪出身。現在はフリーで活動。本名同じ。群馬クレインサンダーズ所属の辻直人の実の兄。

## 経歴
大阪府出身。家族構成=父、母、弟の4人家族。弟は群馬クレインサンダーズ所属の辻直人。日本代表にも選ばれている。
小学生からスポーツ万能で、サッカー、ソフトボールに明け暮れる。小学6年生から本格的にバスケットボールに取り組み、中学3年時に、クラブ創設以来の地区優勝を達成する。高校は大阪府のバスケットボール強豪校、大阪府立東住吉工業高等学校（現東住吉総合高等学校）に進学。高校3年時にキャプテンに任命されるが、当時、全国大会出場記録を途絶えさせてしまう。大学はスポーツ推薦で立命館大学へ進学。体育会男子バスケットボール部に所属。インカレの出場はできず、リーグでも良い成績を収められなかった。
大学卒業後は大阪の中小企業へ就職し、約6年半後に退職し現在の職業に就く。
脱サラ後に株式会社アートタッチに所属し2022年２月に退所。現在はフリーで活動しながら株式会社アライブエンタテインメントや株式会社ミューズと提携している。俳優、声優として活動し、イベントMCやバスケットボールのインタビュアーなども務める。

## 人物
- スポーツ全般が好きで、人並み以上に全ての球技はできる。現在はゴルフに夢中。
- 2018年にはバスケットのプレイヤーとして韓国で行われたKCBLの大会で日本代表として出場し優勝している。その時に右足のふくらはぎを肉離れし、病院に行く時、大会の好意で韓国の救急車で送迎してくれたそう。
- サラリーマン時代は、持ち前のキャラと話術を生かし、かなり優秀な営業マンとして活躍していた。
- 脱サラ後、初めは俳優として活動をしていたが、声を褒められ、声を生かした仕事を意識するようになり、声優・ナレーターを目指すように。

### 好きな食べ物
- サバの塩焼き。就職活動の最終面接時に社長と昼食した際に、サバの塩焼きを選んだことで気に入ってもらい内定をもらえた。
- 和食全般。パンより白ご飯派。肉も好きだが、最近は脂っこい食べ物は1人前ぐらしか食べられないらしい。
- 基本的に日中はほぼ水を飲む。軟水を好み、お茶、ジュース類はほとんど飲まない。
- お酒が好き。飲めないお酒は無く、ハイボールやワインを好む。
- 嫌いな食べ物は無い。

### 好きな音楽、ミュージシャン
- ONE OK ROCK、BIGBANG、米津 玄師、RADWIMPS
- EDMも好き。

### 最近ハマっている事
- 薪割り。以前に秋田へ旅行した際に宿泊先で体験させてもらい、すぐにできるようになったことで好きになったらしい。
- 海外ドラマ（ウォーキングデッド、ゲームオブスローンズ）
- 韓流ドラマ

### 好きな映画
洋画
- ユージュアル・サスペクツ
- セブン
- バッドマン
- アメリカンヒストリーX

邦画
- 手紙
- ザ・マジックアワー

## 出演

### ナレーション

#### 2016年
- 旅してHappy （BS日テレ 2016年 - ）
- ○○恋愛中 （BS12 2016年2月 - ）

#### 2017年
- ロケハン行ってきました。 （MX ?年11月 - ）
- あなたは見た目で損している!? （MX 2017年7月 - ）

#### 2018年
- 世界“超驚き！”テーマパークの旅（ヴァルガス役）
- バスケ日本代表 密着ドキュメンタリー（DAZN）
- ANA機内放送用番組 （2018年 - ）
- kurashiru [クラシル] 動画レシピ

#### 2019年
- LIPSS〜イノセントな囁き〜（ナレーション 2019年1月 - 6月）
- ナビホーム （ナレーション2019年）

### TV

#### 2016年
- 中居正広の終活って何なの！？〜僕はこうして死にたい〜2016 （CX）

#### 2017年
- バスケットボール男子日本代表国際強化試合2017（NHK BS-1リポーター）
- バスケットボール男子日本代表国際強化試合2017 （TOKYO MXリポーター ）
- Bリーグ中継 （スポナビライブ インタビュアー）

#### 2018年
- カオスパイ （2018年4月 - 9月）
- FIBAバスケットボールワールドカップ2019 アジア地区 1次予選 （スポナビライブ解説 2018年2月）
- 踊る!さんま御殿!!（NTV2018年1月16日）
- ハンゲキ5（CX）

### CM
- 銀座ファインケアクリニック （2018年）
- WEB LINE アスリートインタビュー番組 TODAY （2017年）

### 映画
- にがくてあまい （2016年9月）
- 王様の選択 （2017年）

### 雑誌
- FLY Magazine 2019年1月号 -
- ゼクシィ 2015年8月号、2016年11月号

### 舞台
- 約束は降ってくる （主演 上村拓朗役 2018年11月 ）
- A’company Presents「RED×BLACK-2015-〜それでも今あなたに伝えたい事〜」（風羽役 2015年5月）

## その他
- 「KCBL芸能人バスケットボール大会」 （優勝 2018年10月）